# Forte Malatesta

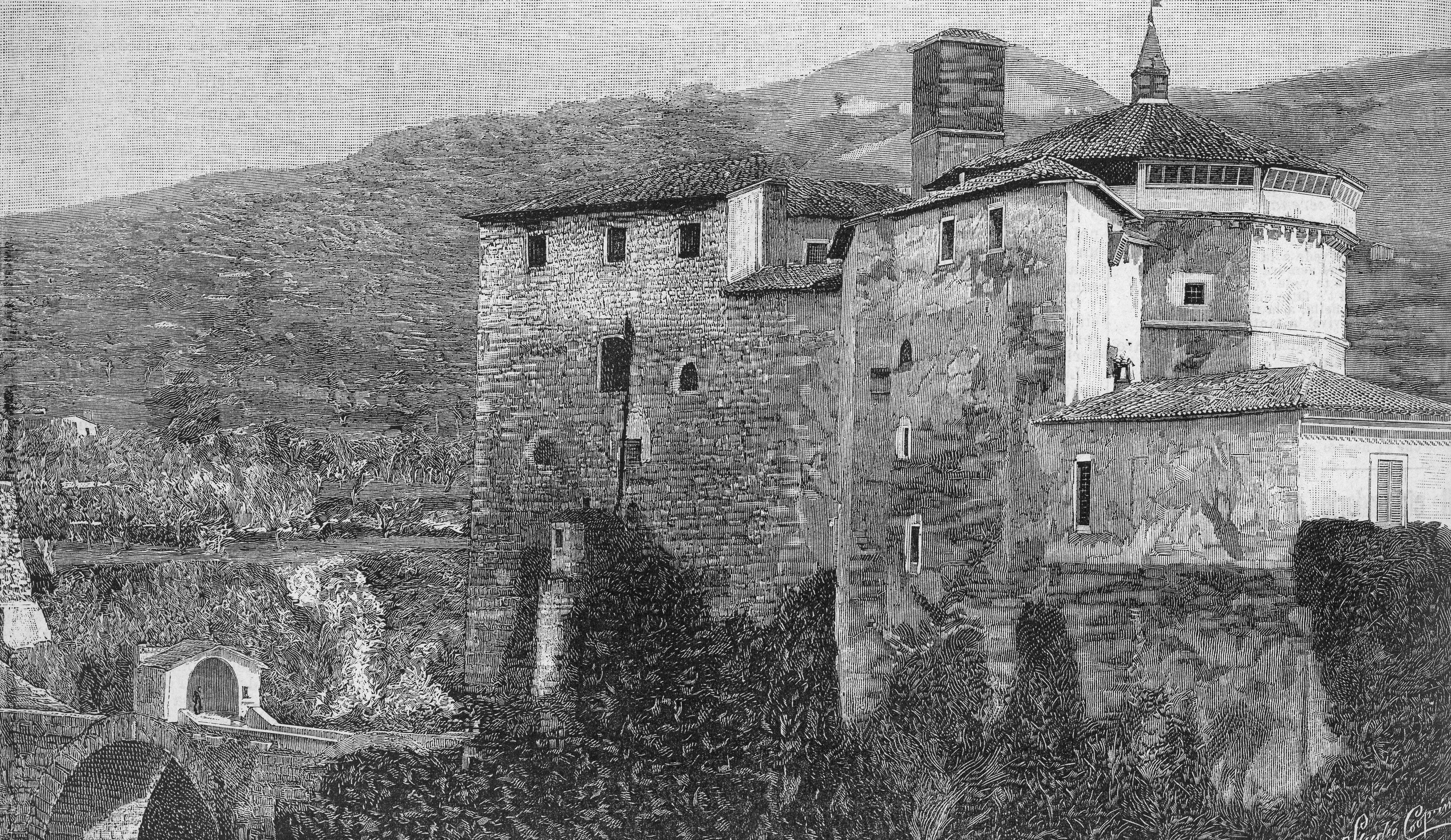
Forte Malatesta in una xilografia di fine Ottocento

Il forte Malatesta è un'opera fortificata di difesa urbana della città di Ascoli Piceno.
Edificato nei pressi delle sponde del torrente Castellano e del ponte di Cecco, passo obbligato per chi accedeva in città dalla zona est, è stato ricostruito sui resti di precedenti architetture erette nel corso dei secoli.
L'area su cui insiste la struttura ha ospitato come prima costruzione un impianto termale di epoca romana. Altre notizie riguardanti gli edifici sorti su questo luogo narrano di opere difensive allestite nella zona del vicino ponte di Cecco realizzate dai Piceni utili a rafforzare l'ingresso alla città dopo l'avvenuta disfatta, del 91 a.C., ai danni degli ascolani inflitta da Gneo Pompeo Strabone.
La fortificazione beneficiò di opere risarcitive dopo la distruzione dei Longobardi, ma fu nuovamente rasa al suolo nell'anno 1242. Galeotto I Malatesta, nel 1349, al tempo in cui fu signore di Ascoli la ricostruì. L'attuale rocca, rappresenta la definitiva sistemazione operata da Sangallo il Giovane, che la progettò ed elevò nel 1540 su incarico di papa Paolo III Farnese.
L'antica opera di difesa urbana, dopo un restauro durato 10 anni, condotto tra il 2000 e il 2010, curato dalla Soprintendenza ai beni culturali delle Marche è stata riaperta al pubblico e le sue sale ospitano il Polo museale Forte Malatesta, composto dal museo dell'Alto Medioevo, dal museo Cinema & territorio "I Costumi nel cinema" e da sale per esposizioni temporanee. Nel fossato della struttura c'è il parco "Giuseppe Marinucci" dove sono esposte le opere dell'artista ascolano. 

## Storia

### Le terme romane
Secondo gli storici locali l'area su cui sorge il forte ha accolto, in epoca romana, un termarium, detto  “terme del Lago”', alimentato da una conduttura ricoperta da opus reticulatum, ancora visibile, che convogliava fin qui l'acqua salmacina proveniente dalla sorgente di Castel Trosino.
Nell'anno 1776 lo storico Francesco Antonio Marcucci descriveva la sala delle terme come un “camerone con vasche all'interno ed una piccola fonte”.
Si attribuisce come appartenuto a questa costruzione un blocco di travertino, di grandi dimensioni, risalente alla prima età imperiale, attualmente conservato nella navata sinistra della chiesa di San Vittore, decorato da un leggero rilievo di volute fogliari.

### Il forte costruito da Galeotto I Malatesta (1349)
Nel 1349, Galeotto I Malatesta,  signore di Ascoli, assoldato dalla città per combattere la guerra contro Fermo, volle ricostruire sui resti di una precedente rocca un forte dove abitare, adatto a difenderlo dalla ostilità degli ascolani che mal sopportavano la sua tirannia.
Viene citato come "Cassero a mare", "Forte Minore", "Arcicula" o "Rocchetta", per differenziarlo dalla fortezza Pia che lo stesso Malatesta aveva fatto risarcire.
In questo edificio fece rinchiudere, nel maggio 1349, il vescovo Isacco Bindi che, a seguito di spietate esecuzioni poste in essere dagli ufficiali malatestiani, aveva denunciato le angherie ed i soprusi di Galeotto al popolo ascolano. Di questa fortificazione è possibile identificare, oggi, la torre quadrangolare di levante.
Le cronache locali dell'anno 1353 narrano la cacciata di Malatesta dalla città avvenuta con un gran tumulto di popolo che si sollevò contro la sua prepotenza, distruggendo il forte. Rimane incerta la data esatta dei fatti poiché le stesse cronache la indicano avvenuta in giorni diversi, alcune il 2 giugno 1353, altre il 7 settembre dello stesso anno.
Nell'anno 1376 la costruzione subì nuovi ed ingenti danni a causa della sommossa contro Blasco Garcia Albornoz che governava la città a posto dello zio Cardinale. Dal 1533 al 1536, il forte fu ceduto alle ex clarisse del monastero che aveva sede presso la chiesa di Santa Maria delle Donne.

### La ricostruzione di Sangallo il Giovane (1540)
Antonio da Sangallo il Giovane, tra il 1540 ed il 1543, su incarico di Papa Paolo III Farnese, progettò ed eresse il forte a pianta stellata di forma irregolare che è giunto ai nostri giorni.
Come disse il Vasari: «Fece ancora la Fortezza d'Ascoli, e quella in pochi giorni condusse a tal termine, ch'ella si poteva guardare; il che gli Ascolani ed altri non pensavano che si dovesse poter fare in molti anni: onde avvenne, nel mettervi così tosto la guardia, che què popoli restarono stupefatti e quasi non credevano».
Lo scopo fu quello di inglobare e riunire i resti delle antiche preesistenti costruzioni e della chiesa di Santa Maria del Lago che, sconsacrata, fu trasformata in mastio e suddivisa in tre livelli, dando vita così ad un nuovo complesso fortificato.
Verso le sponde del Castellano, disposte in tre ordini, furono messe le troniere. Quelle più basse sono per la maggior parte rettangolari, quelle superiori sono "a campana".
Nel 1543, in ricordo della fine dei lavori, fu apposta una lapide dal commissario P.D. Angelini, che reca inciso:
«MDXLII PAULI III PONT. MAX DECRETO ARCEM HANC AD ASCULANORUM FACTIONES AC TYRANNIDES TOLLENDAS PRETRUS ANT ANGELINUS COMMISSARIUS A FUNDAMENTIS ALEXANDER VERO PALLANTERIUS GUBER AD VERTICEM ERIGENDAM CURAVERUNT»

### Successivi restauri e destinazioni d'uso
Il forte fu oggetto di un nuovo restauro nel 1600. Tra il 1797 e il 1798 il Governo Pontificio lo utilizzò come caserma. La struttura odierna è frutto, inoltre, di successive modifiche apportate per migliorarne la funzionalità poiché la fortezza ha ospitato il carcere giudiziario cittadino dal 1828 al 1980-1982, quando furono completati i lavori di costruzione del carcere di Marino ed entrò gradualmente in funzione la nuova struttura.

## Polo museale Forte Malatesta
L'utilizzazione del complesso fortificato è stato destinato, nell'anno 2010, dall'amministrazione comunale ascolana, proprietaria dell'edificio, ad allestimento museale polivalente rendendone gli spazi interni fruibili per esposizioni temporanee a tema artistico–archeologico. Dal 2014, una parte del complesso, è sede del Museo dell'Alto Medioevo.
La riapertura al pubblico della fortezza è avvenuta nell'ottobre 2010 alla presenza del sindaco di Ascoli Guido Castelli.

### Museo dell'Alto Medioevo
Il Forte Malatesta ospita dal 2014, all'interno delle sei sale dell'ultimo piano, la sede del Museo dell'Alto Medioevo di Ascoli composto, per la parte relativa ai Longobardi, dalle due tombe e da altri corredi longobardi di Castel Trosino che erano presenti nel Museo nazionale dell'Alto Medioevo di Roma e nel Museo archeologico statale di Ascoli Piceno. Presenti inoltre altri oggetti che si aggiungono alla sezione longobarda e compongono le altre sezioni del museo: tardo-romana, bizantina e gotica. Alcuni di loro provengono per la maggior parte dai musei archeologici della Regione e formano così un museo altomedievale marchigiano.

### MuseoCinema & territorio"I Costumi nel cinema"
Museo multimediale dedicato ai costumi nel cinema. Consiste in un percorso dove il visitatore può comprendere le principali fasi che portano alla creazione di un costume per set cinematografici, attraverso videoproiezioni e con l'ausilio di audio-guide. Il museo svela i segreti di tanti capolavori, talvolta arricchiti da tomboli, pizzi e merletti del territorio che ne esaltano i costumi di un film. È stato inaugurato nel novembre del 2021.

### Parco "Giuseppe Marinucci"
Inaugurato nel giugno del 2022, il parco intitolato a Giuseppe Marinucci trova spazio nel fossato che circonda parzialmente il forte Malatesta. Al suo interno è presente un percorso dove sono esposte delle sculture in ferro che rappresentano figure originali e sinuose create dall'artista ascolano Marinucci, apprezzato interprete dell'arte novecentesca.

### Esposizioni temporanee
Le sale, accessibili anche a portatori di handicap, sono predisposte per accogliere principalmente esposizioni e mostre temporanee. Gli spazi prevedono anche una sala conferenze, al primo piano, ed attività di incontri e convegni.

## Galleria d'immagini

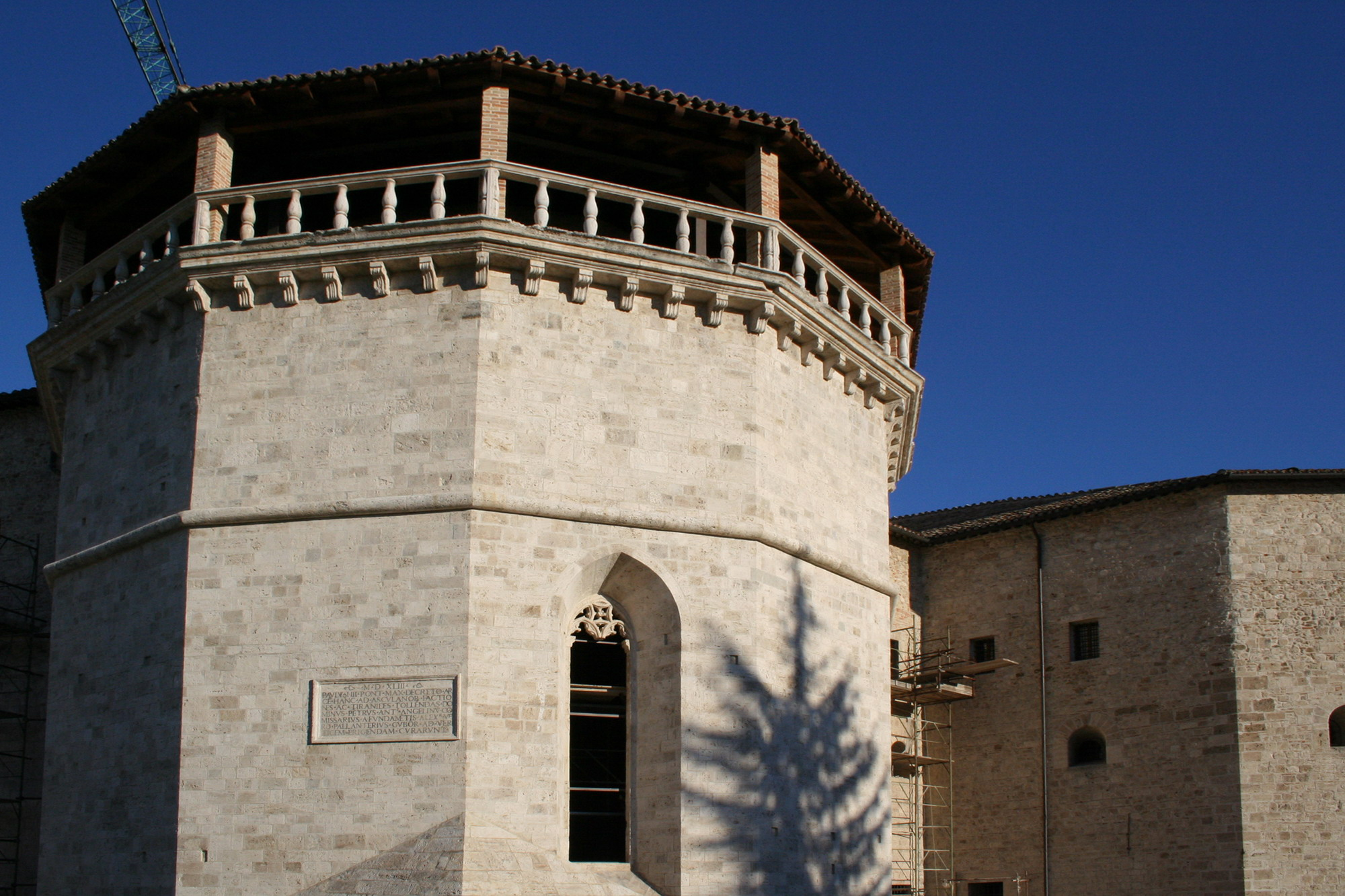
Chiesa di Santa Maria del Lago
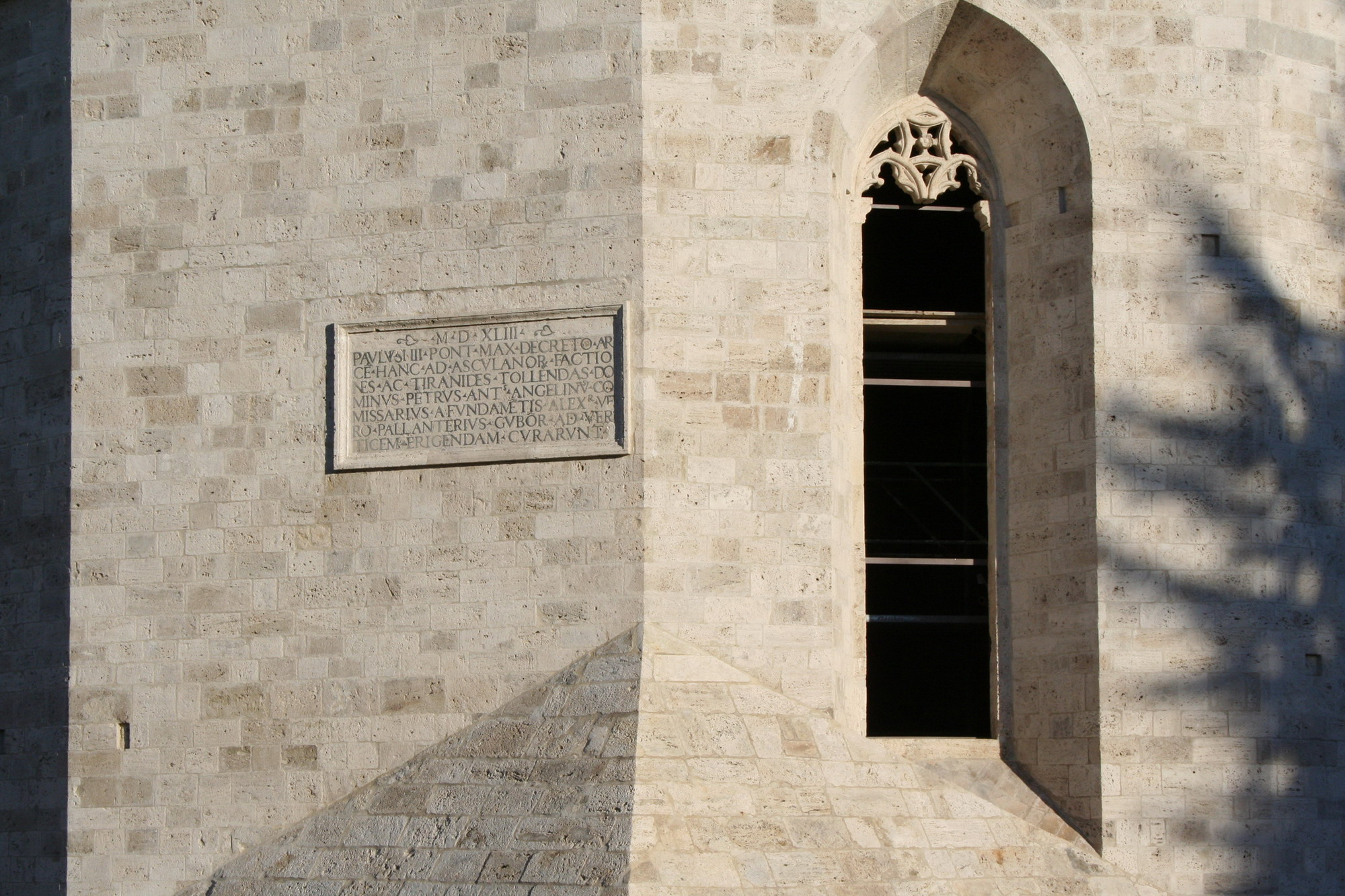
Lapide posata dal Commissario Angelini nel 1543
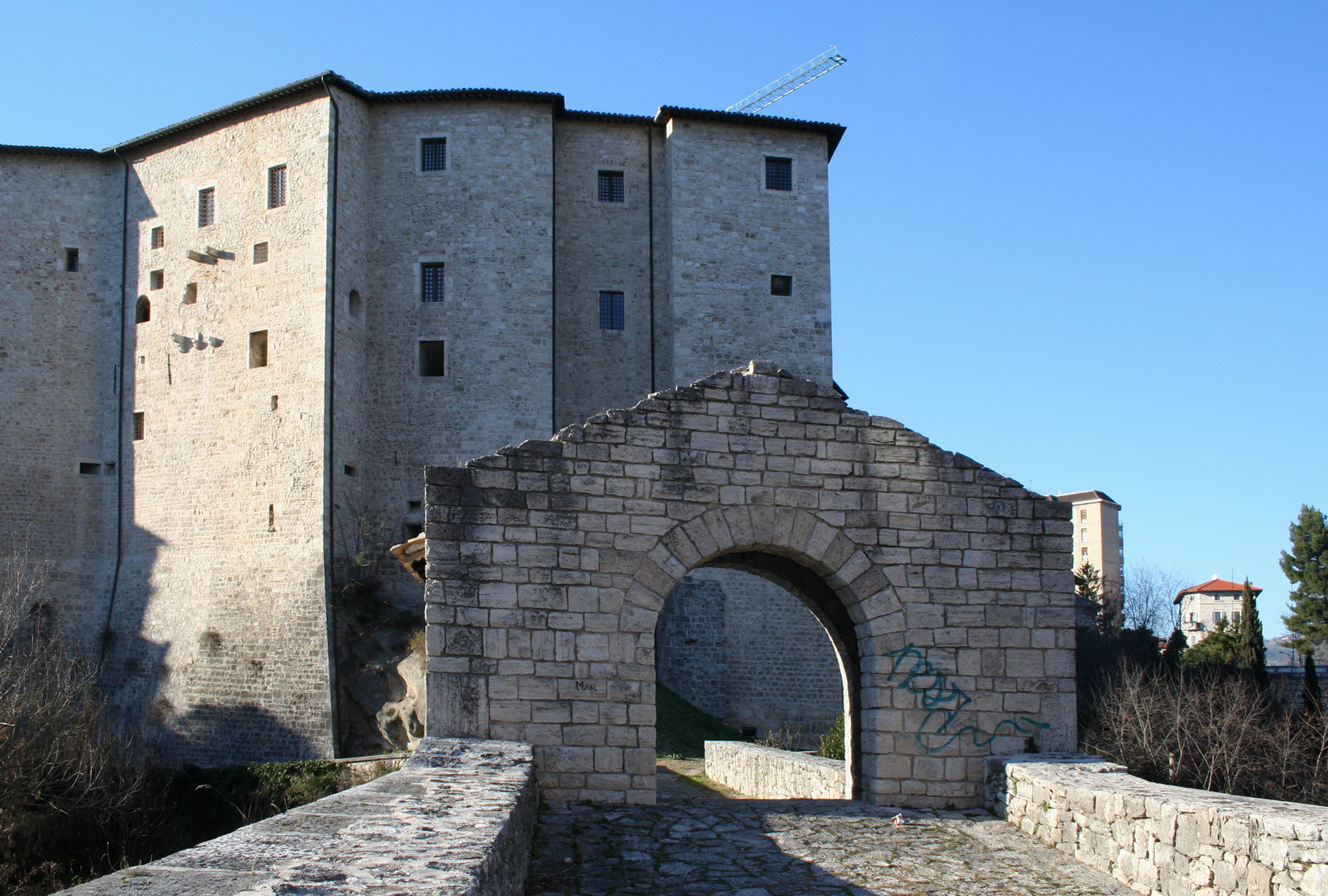
Forte Malatesta visto dal Ponte di Cecco